# Dorstenia letestui
Dorstenia letestui är en mullbärsväxtart som beskrevs av François Pellegrin. Dorstenia letestui ingår i släktet Dorstenia och familjen mullbärsväxter. Inga underarter finns listade i Catalogue of Life.